# 宗镜大昭之庙
宗镜大昭之庙，简称昭庙，位于北京市海淀区香山公园，是一座藏传佛教格鲁派寺院。

## 历史

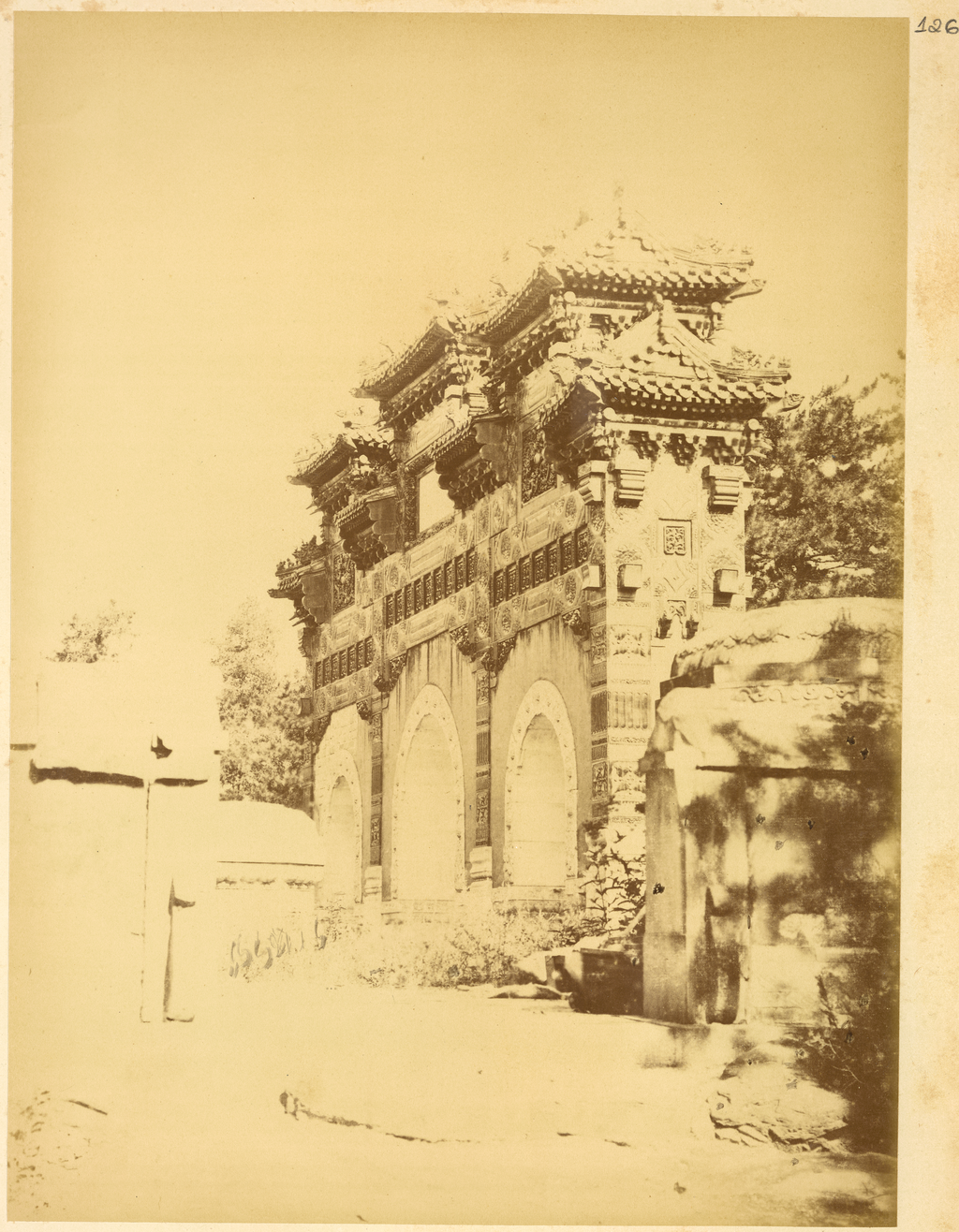
1874年的琉璃牌楼

宗镜大昭之庙是清朝朝廷为接待六世班禅来北京而建。乾隆四十三年（1778年）六世班禅得知乾隆帝七十大寿庆典将举行，主动请求进京参加庆典，并托章嘉·若必多吉向乾隆帝奏报：“班禅额尔德尼欲来京朝觐大皇帝”。乾隆帝很高兴，随即下令：“过两年，朕七十万寿，请他到热河相见。”考虑到热河（今承德）、北京比西藏炎热，为六世班禅避暑计，乾隆帝下旨在热河建须弥福寿之庙；在北京香山静宜园（今香山公园）建宗镜大昭之庙，作为班禅夏季驻锡地，将北京西黄寺作为班禅冬季驻锡地。

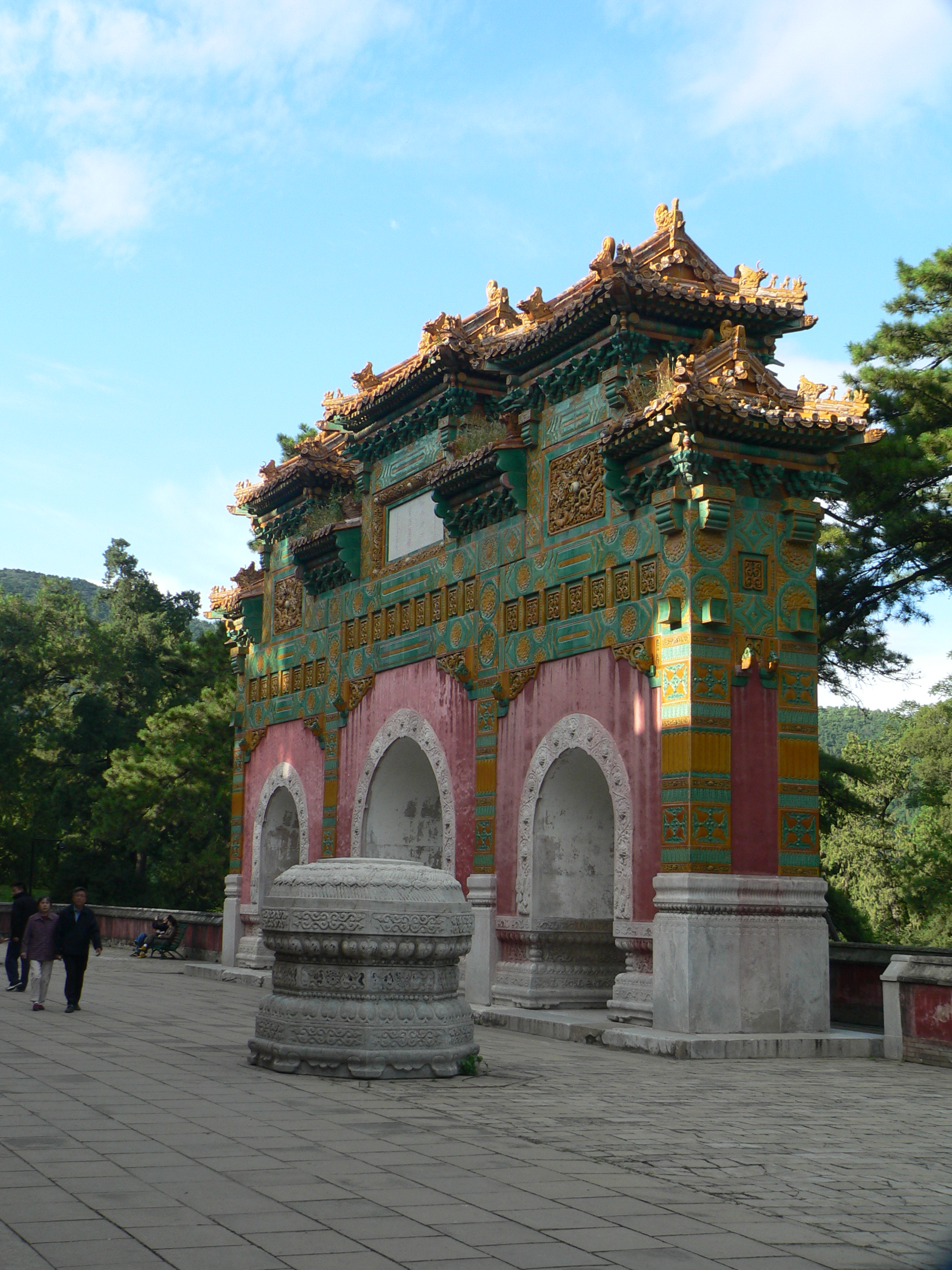
2006年的琉璃牌楼

宗镜大昭之庙与须弥福寿之庙有所不同，须弥福寿之庙的白台在后、红台在前，布局和西藏日喀则扎什伦布寺类似。宗镜大昭之庙的布局则是白台在前、红台在后，参考时轮金刚坛城，殿名也大体相同，例如红台的“大圆镜智、成所作智、妙观察智、平等性智”四智殿，白台“清净法智”则出自时轮金刚坛城第二层语觉悟坛城的“清净”性质，“宗镜大昭之庙”也和西藏大昭寺含义类似，大昭寺当年在兴建中便参考了坛城。

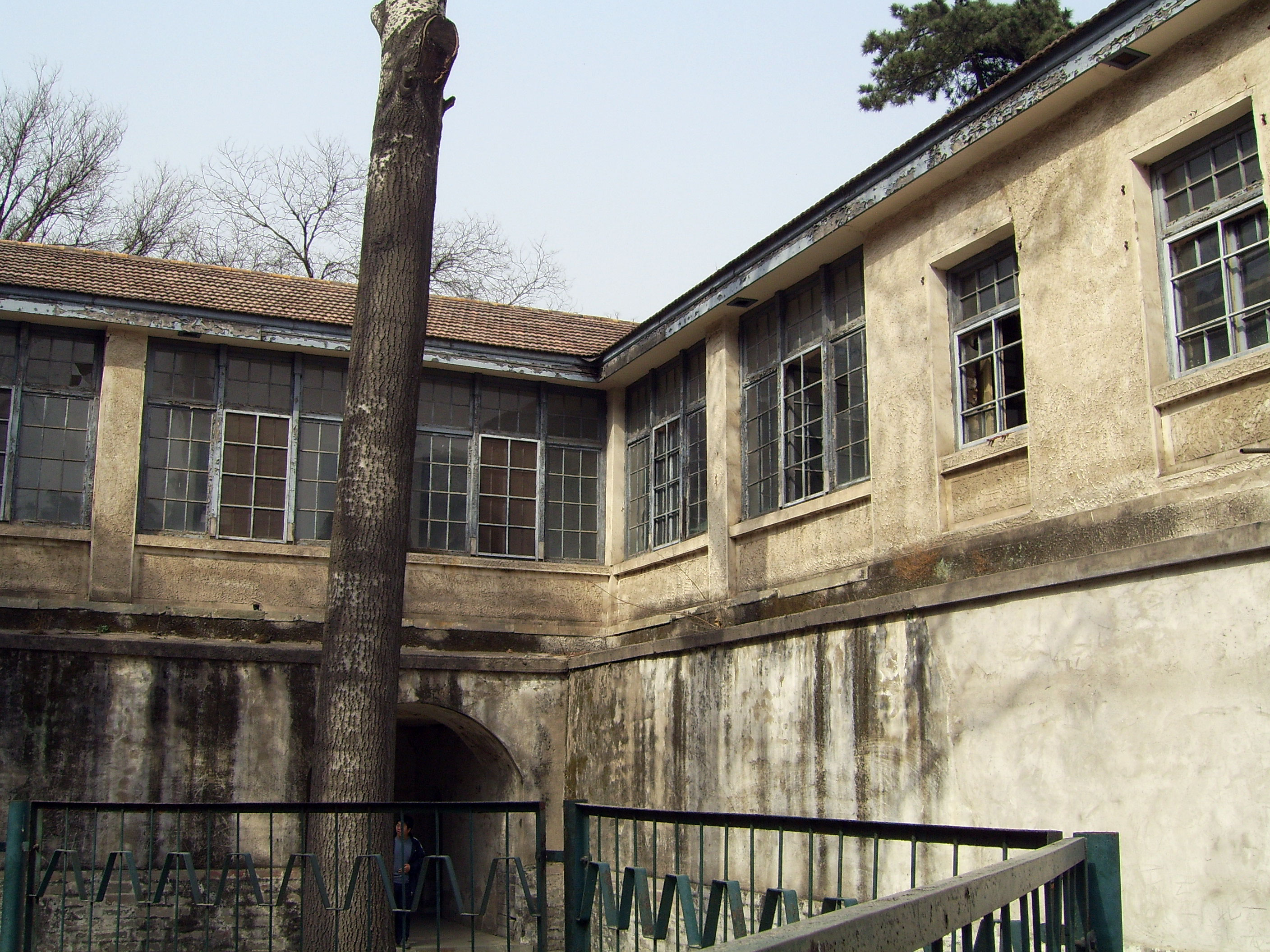
2006年的白台院内，铁栏杆围起的是碑亭的残存基址

乾隆五十七年（1792年）二月二十六日和珅、福长安、金简、德保、伊龄阿奏闻销算工料银两事奏案。该摺片清单在二月二十七日具奏。这份摺片中记载：“宗镜大昭之庙是乾隆四十二年兴工，四十四年完竣……”即乾隆四十二年（1777年）开工，乾隆四十四年（1779年）完工。《六世班禅朝觐档案选编》收录了乾隆四十四年十一月初九日内务府活计档“内务府奉旨成造昭庙烧练金两”奏案，可见乾隆四十四年十一月到十二月，昭庙的多座镏金瓦建筑已到饰物和瓦件镏金阶段，殿内已到陈设制作、佛像装饰阶段。乾隆四十五年二月二十六日造办处活计档记载，“昭庙做铜苓花三对，画龙蜡三对”，可见此时昭庙陈设的制作尚未最终完成。乾隆四十五年五月十六日奏案记载，“宗镜大昭之庙庆日藏念经供饼一次，送供饼用苏拉二名”。
乾隆四十五年（1780年）九月十九日，昭庙开光，乾隆帝赏赐六世班禅一行。《六世班禅朝觐档案选编》收录了乾隆四十五年九月十七日“永瑢奏遵旨备办班禅于香山昭庙开光讽经事宜片”：“……钦命十八日始在昭庙诵经，十九日班禅额尔德尼于昭庙迎驾，开光讽经，逾三日事毕，二十一日班禅额尔德尼返黄寺。”可见六世班禅在九月十八日、十九日、二十日这三天居住在昭庙。

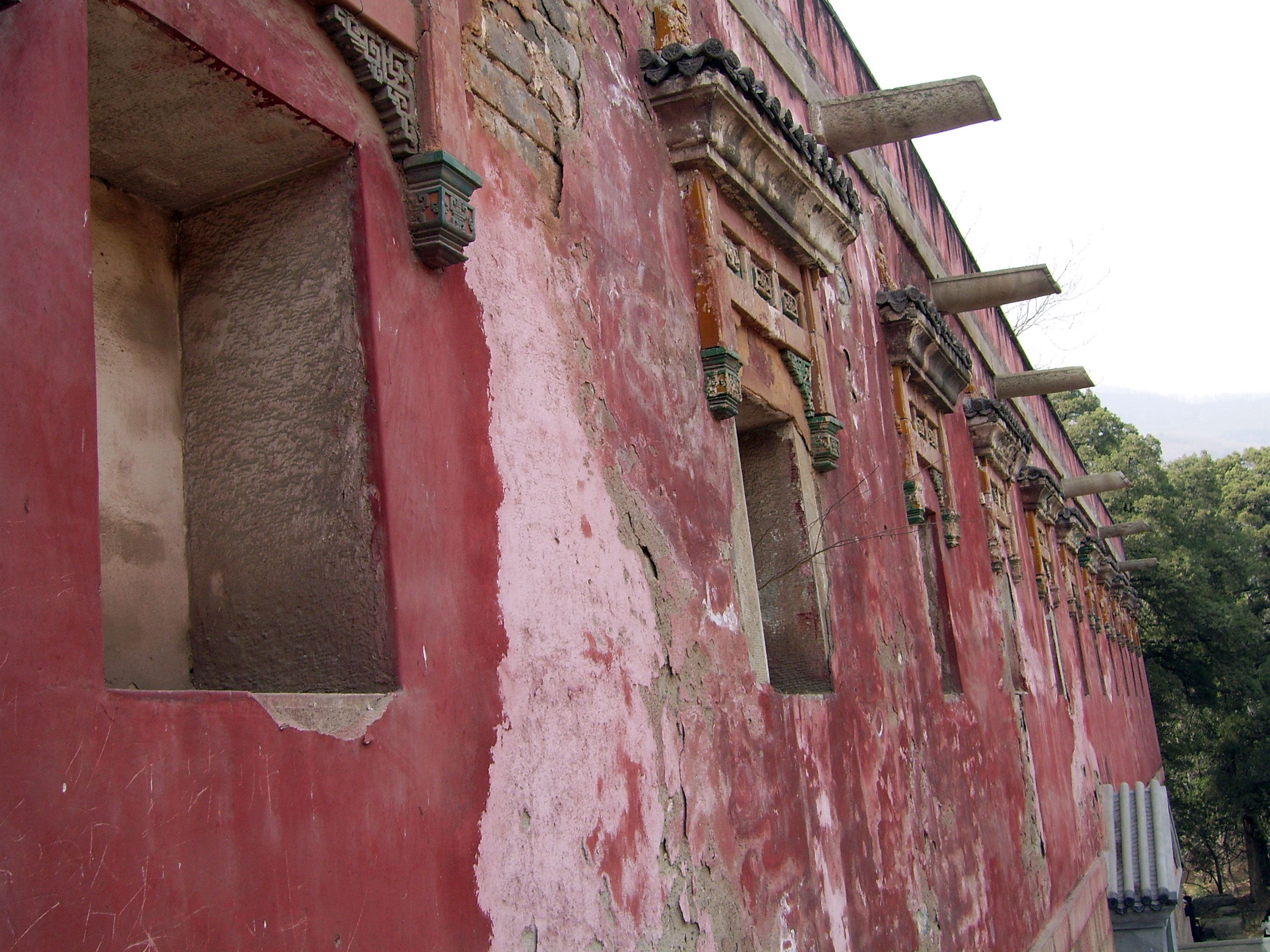
2006年的白台东立面

清朝咸丰十年九月初五、初六日（1860年10月18日、19日），昭庙遭英法联军劫掠并焚毁。1900年，八国联军再度破坏昭庙。经过两次破坏，仅留下残破的清净法智殿、琉璃塔，以及白台、红台的裙房等。中华民国初年，静宜女子中学、香山慈幼院先后在香山创办，在昭庙兴建了部分建筑。1920年，女界红十字会在昭庙开办香山医院。1949年，中共中央自西柏坡迁驻香山，昭庙为中共中央秘书处的办公地。1956年，香山公园开放，昭庙为公园的服务场所。21世纪初，昭庙作为香山公园内部用房不对外开放。
2008年，昭庙修缮工程被提出。此后两年进行了专家论证、文物清理、遗址清查等工作。2010年8月24日，昭庙修缮工程启动，这是1860年、1900年两次被破坏后，昭庙接受的最大规模修缮。修复工程分成三期：一期清理周边遗迹，拆除中华民国等各时期在昭庙兴建的建筑物；二期修缮琉璃塔、琉璃牌楼、月河、红、白台裙房、清净法智殿；三期修复红台上的四智殿。2012年9月29日，香山昭庙修缮一、二期工程完工，庙前、白台等部分区域对游客开放，红台暂不开放。都罡殿、四智殿等建筑的修复方案仍在研究、编制中。

## 建筑

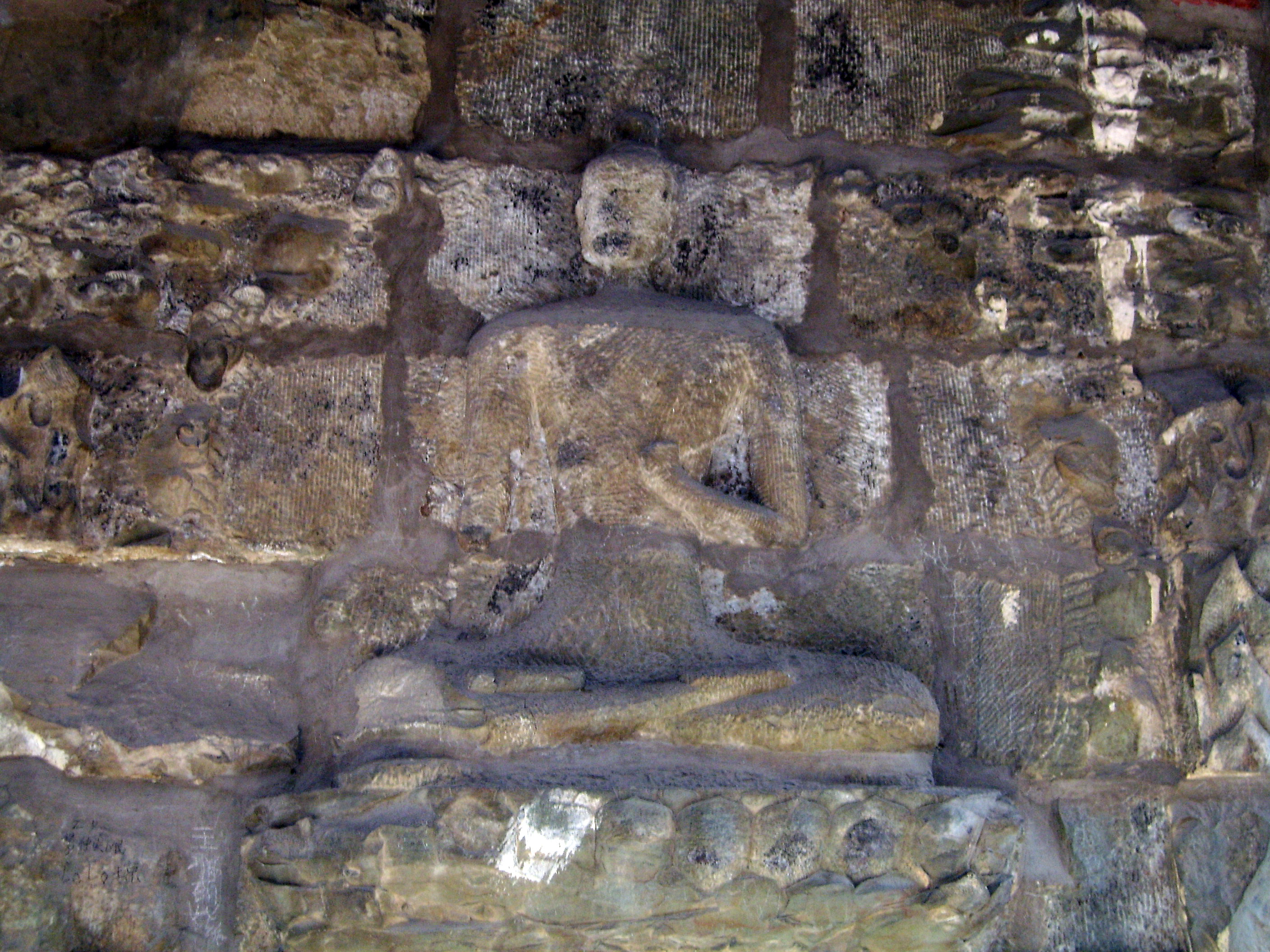
琉璃塔一层雕刻的石佛像

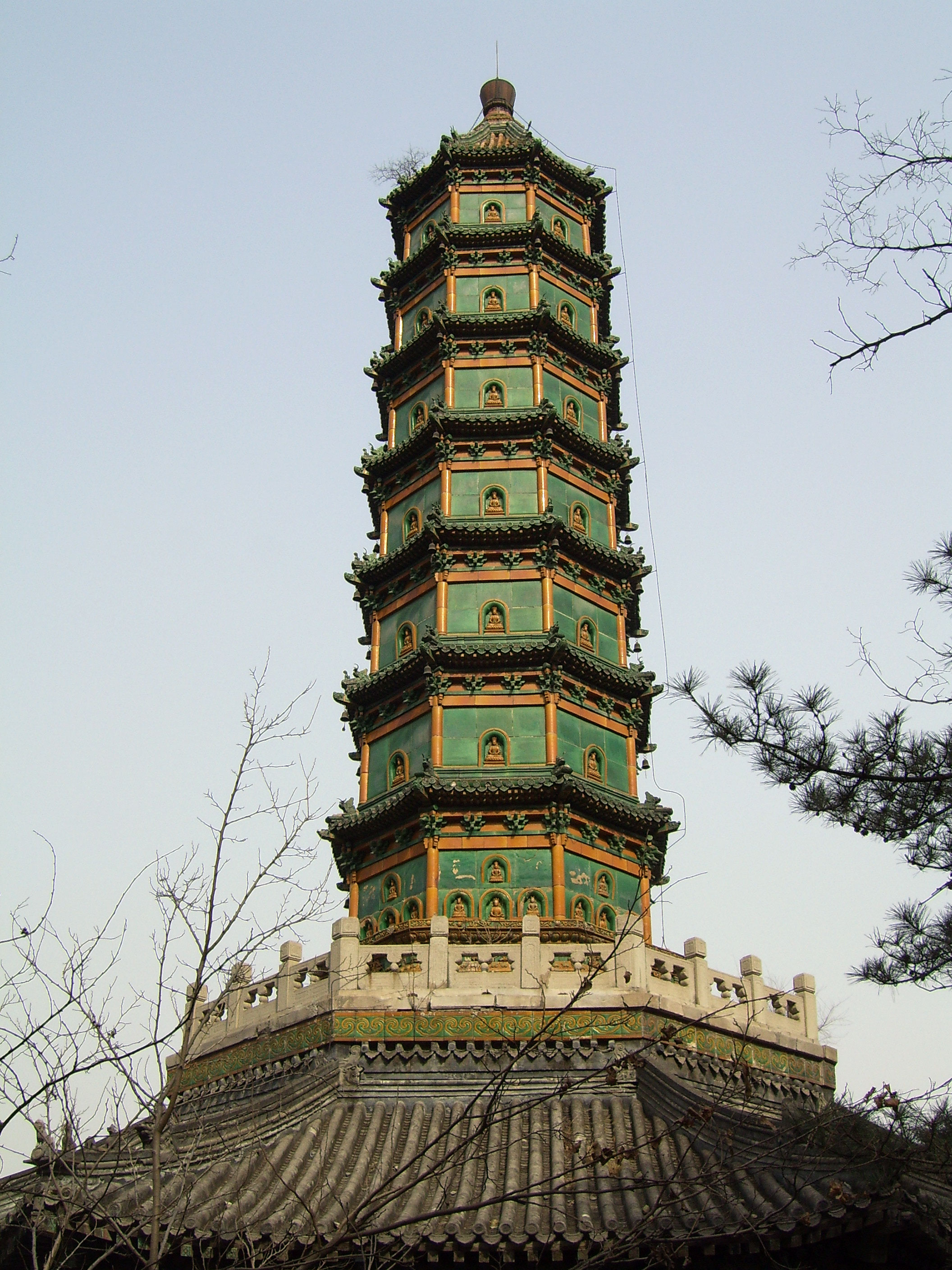
琉璃塔

宗镜大昭之庙位于香山静宜园别垣中部的山麓，其地原来是皇家鹿苑。宗镜大昭之庙是藏汉结合风格的大型喇嘛庙，占地面积9100平方米，原建筑面积约15330平方米。周围古松茂密，寺院坐西朝东，靠山面水，建筑沿中轴线对称分布。昭庙的主要建筑有：
- 方河、石桥：位于庙门前的高台下，方河是石砌长方形河道，有水流过。石桥位于方河正中央，昭庙中轴线上。
- 琉璃牌楼：过石桥即琉璃牌楼所在的高台，高台南北两侧有台阶。高台东侧为一座五彩三门琉璃牌楼，四柱三间七楼，长27米。汉白玉制成基座、券门。黄绿两色琉璃砖瓦砌成枋柱、枋顶，雕有彩色龙纹。琉璃牌楼上东、西两侧额曰“法源演庆”、“慧照腾辉”。
  - 玛尼杆：琉璃枋西侧留有四个玛尼杆座。2012年完成的修复中，恢复了四根玛尼杆，各为长16米的独木制成。
- 白台：外墙为白色。白台绕东南北三面，分两层，第一层是由各间房子组成的裙房，裙房共三圈，每圈有144间房，外侧开琉璃窗，窗形为藏式，装饰有汉式的琉璃。第二层是清净法智殿。
  - 清净法智殿：位于白台最东端的城台入口处上方。清净法智殿顶覆镏金铜瓦。在2012年完成的修复中，因镏金毒性高，改为贴金铜瓦。殿内彩绘双龙合玺。殿内天花采用藏式六字真言。
  - 碑亭：进入清净法智殿下方的城台入口，便来到白台中央的院落。八角重檐碑亭位于院落中央。亭内为乾隆帝《御制昭庙六韵》碑。该亭的基址及石碑是原物。
- 红台：外墙为红色。红台绕东西南北四面，分三层，也有各圈裙房，最上层为四智殿。
  - 都罡殿：为昭庙的正殿，位于红台中央。
  - 四智殿：位于红台东、西、南、北方。东为大圆镜智殿，西为妙观察智殿，南为平等性智殿，北为成所作智殿。
- 琉璃万寿塔：位于昭庙西端的妙观察智殿后的山岗上，为七层琉璃塔，平面为八角形，塔顶覆黄琉璃瓦。台基是汉白玉雕成，周围有石栏杆，南北分别设有踏步。塔身用绿琉璃砖砌成，饰以佛龛。[4]